# Beregszászi Kossuth Lajos Líceum
A Beregszászi Kossuth Lajos Líceum (korábban Beregszászi 4. Számú Kossuth Lajos Középiskola) Beregszász város legnagyobb történelmi múlttal rendelkező iskolája, amely több mint 120 éves múltra tekint vissza. Az eltelt évszázad alatt az impozáns épület mindvégig az oktatás, népnevelés szolgálatában állt. Napjainkban (2023) a líceum 44 fős tanári kara 550 tanuló oktatásával foglalkozik.

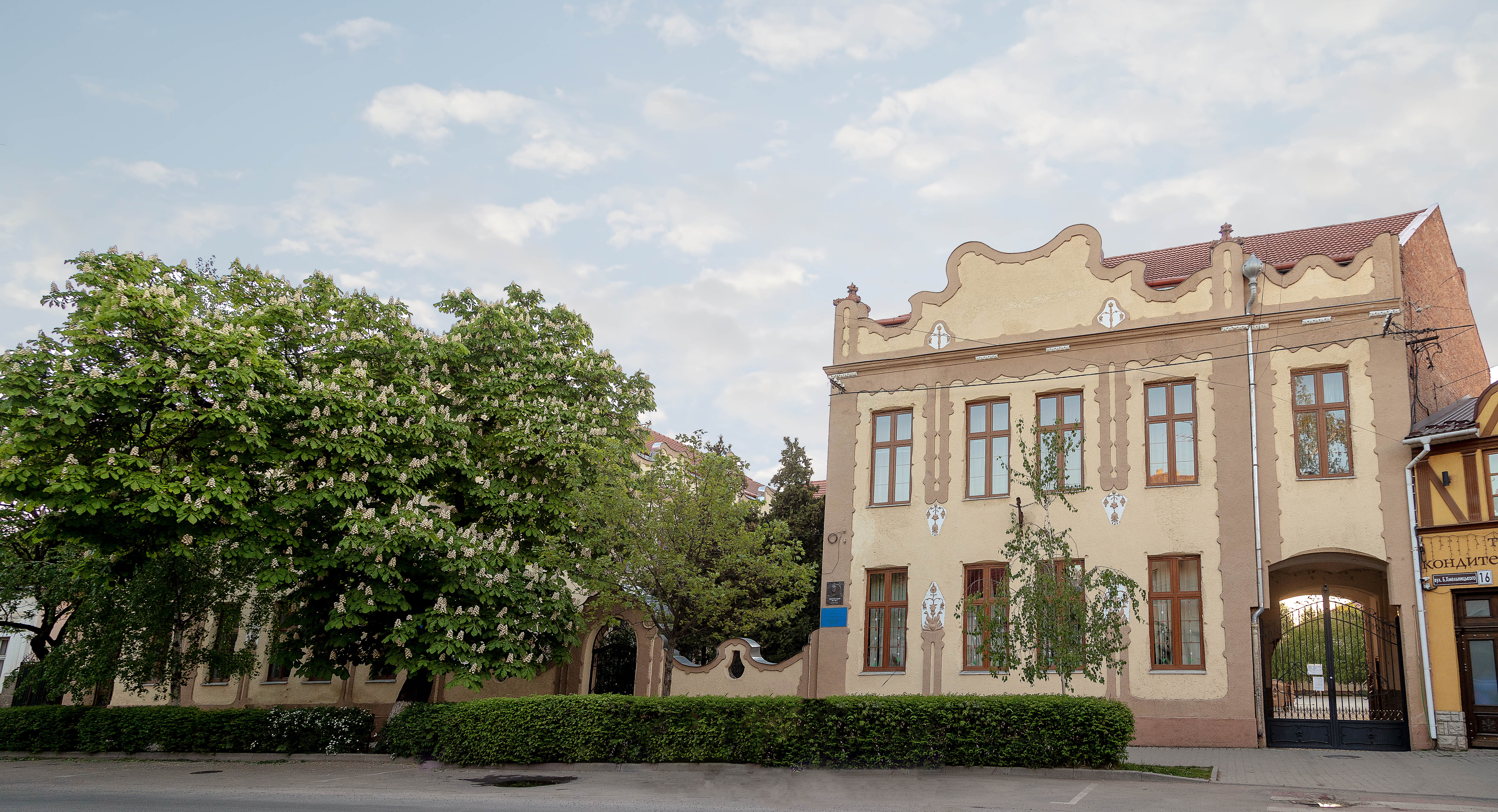
A Beregszászi Kossuth Lajos Líceum épületének jobb szárnya

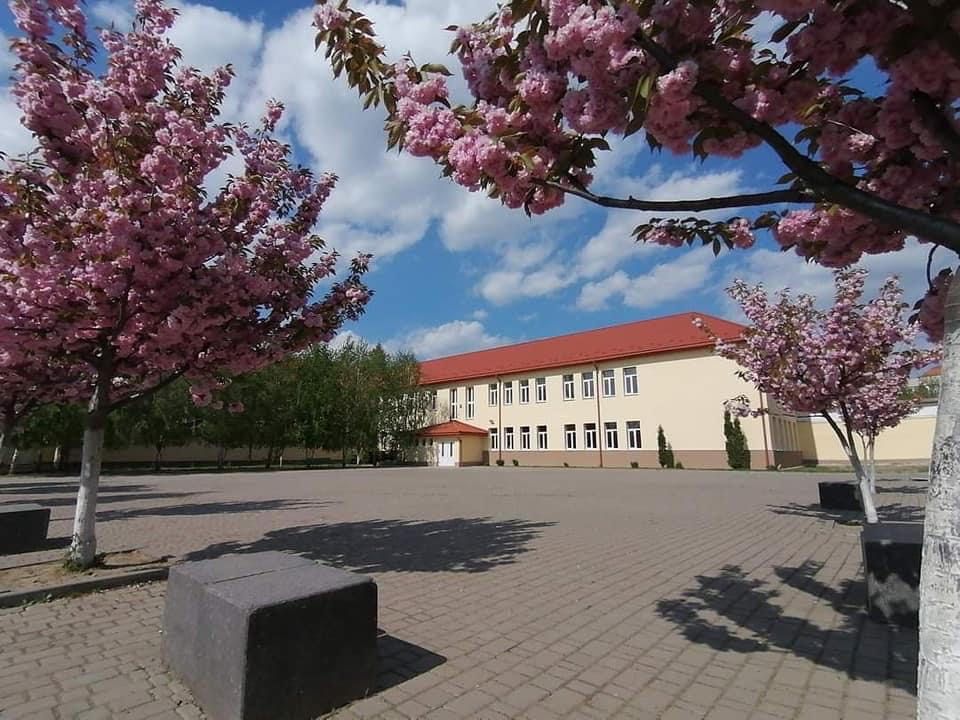
A líceum udvara és az elemi osztályoknak helytadó épülete

## Története
Beregszász 1900-ban az osztrák–magyar monarchiabeli Bereg vármegye székhelye volt. A városi állami elemi fiú- és leányiskolában 960 gyerek tanult. A református templom melletti Kálvin téri épület azonban túl szűknek bizonyult, ezért felmerült az igény egy új, nagyobb épület emelésére. A Bocskai (ma B. Hmelnickij) utcában vettek meg egy alkalmas telket a királyi kincstár részére iskolaépítés céljára.
1900. november 8-án a vármegyei közigazgatási ülésen engedélyezték az új elemi iskola felépítését, melyre 128 ezer koronát utaltak ki. Csanádi György helytörténész szerint a tervezéssel Lechner Ödön építészt bízták meg. Az építkezést az Incze és Társai nevű nagyváradi cég vezette.
1901. június 9-én az építkezésről így számolt be a Bereg című lap: „Az új állami elemi népiskolai épület városunkban a Bocskai utcán gyorsan kezd emelkedni. A földszint már felerészben készen van, s az emeleti rész is nemsokára megkezdődik.”
Az elemi iskola összes lány-, illetve 3 fiúosztálya az 1901–1902-es tanév karácsonyi szünetében költözött át a régi épületből az új, díszes palotába, melyet a hírlapírók a múzsák berkének nevezték el. A 12 tágas termen kívül helyet kapott az épületben egy tanácsterem, könyvtár, tanszertár, illetve igazgatói iroda is. 
Az iskola külső megjelenéséről a legnagyobb elismeréssel nyilatkozott mindenki. A Beregi Újság esztétája 1904-ben például ezt írta: „Minden legkisebb ajtósaroknak, de főleg dísznek közvetlenül és egyenesen ahhoz az épülethez kell készítve lennie, amelyikre alkalmazzák. Akkor összhangban lesz az utolsó kulcslyuk is a többi részekkel és összességben az egésszel. Ez van meg a Bocskai utcai elemi iskola épületén, s ez az oka, hogy annak egész külseje és belseje szépérzékre, ízlésre mutat.”
Az iskola ünnepélyes felavatására 1902. október 5-én került sor a Közoktatásügyi Minisztérium képviselőjének és a vármegye vezetőinek jelenlétében. Ezek után a Bocskai utcai épület I. Számú Állami Elemi Fiú- és Lányiskolaként működött. 
Az első igazgató Serly Ferenc volt. A régi osztálykönyvek a következő tanítók nevét őrizték meg az utókornak: Angyalosy József, Ballás Borbála, Debreczeni Mária, Horthy Judit, Lipcsey Ilona, Nagy Lajos, Rónai Etelka.
Az 1902-1903-as tanévben a tandíj 4 korona volt, de a szegény tanulók tandíjmentességet élveztek. A gyerekek a legkülönbözőbb szociális helyzetű családokból kerültek ki. Egy osztályba jártak a gimnáziumi tanár,  a megyei főügyész, a földbirtokos és az iparosok, kereskedők meg a napszámosok gyerekei.
Az 1-4. évfolyamon 55-60 tanuló volt egy osztályban. A 4. osztály elvégzése után azonban a tehetősebb és szorgalmas gyerekek a gimnáziumban, illetve a polgári lányiskolában folytatták tanulmányaikat. Ezért az elemiben maradt 5–6. évfolyam összevont osztályban tanult egy tanár vezetése alatt. 
Az 1-4. osztályban a következő tantárgyakat oktatták: hit- és erkölcstan, magyar olvasás, nyelvtan, helyesírás, szépírás, számtan, földrajz, éneklés, rajzolás, kézimunka, fiúknak testgyakorlás. Az 5-6. évfolyamon kiegészült a tantárgyak sora: fogalmazás, mértan, történelem, természetrajz, vegytan, polgári jogok és kötelességek.
Az iskola az évtizedek alatt jó hírnevet szerzett, számos támogatóra akadt, bankok, különböző intézmények és magánszemélyek segítették pénz- és könyvadományaikkal. A lelkes tantestület kezdeményezésére a növendékek évente szerveztek jótékonysági előadásokat, ügyességi versenyeket, kirándulásokat, kézimunka-kiállítást, s a befolyt összeget az iskola gondnoksága a tanulókra fordította.
Az iskola impozáns épülete gyakran adott otthont városi rendezvényeknek, konferenciáknak, kiállításoknak, tanfolyamoknak.
1945-ben a szovjet hatóságok hétosztályos magyar tannyelvű általános iskolává minősítették az intézményt. a végzősök orosz vagy ukrán tannyelvű középiskolában szereztek érettségi bizonyítványt. 1945-ben két nyolcadik osztályt nyitottak 76 diákkal. Az 1956–57-es tanévben kerültek ki az első magyar nyelven érettségizők.
A líceumnak sok nagyszerű pedagógusa volt. Itt tanított magyar nyelvet és irodalmat Drávai Gizella és Karádi László. Terebesi Viktor tanár emlékére évente matematikaversenyt rendeznek. Borbély Ibolya tanárnőt 2011-ben Magyar Köztársasági Érdemkereszttel tüntették ki.
A líceum 1963 óta viseli Kossuth Lajos nevét. 1991 júliusában avatták fel bejárata előtt Kossuth Lajos mellszobrát, Somogyi  Árpád Munkácsy-díjas magyar szobrászművész alkotását.
2021 februárjának végén a Beregszászi Városi Tanács határozata értelmében a középiskolát átnevezték, s immár Beregszászi Kossuth Lajos Líceum néven folytatja tovább működését.